# Épagne-Épagnette
Épagne-Épagnette là một xã ở tỉnh Somme trong vùng Hauts-de-France của Pháp.

## Địa lý
Épagne-Épagnette is Xã này tọa lạc hai bên bờ sông Somme khoảng 6 km (3,7 mi) về phía đông nam của Abbeville trên đường D901.

## Dân số
| 1962                                                           | 1968 | 1975 | 1982 | 1990 | 1999 |
| -------------------------------------------------------------- | ---- | ---- | ---- | ---- | ---- |
| 412                                                            | 441  | 469  | 408  | 581  | 552  |
| Số liệu điều tra dân số từ năm 1962, dân số không tính hai lần |      |      |      |      |      |